# Замостье (Приозерский район)
Замостье (до 1948 года Рийккола, фин. Riikkola) — деревня в Запорожском сельском поселении Приозерского района Ленинградской области.

## Название
Топоним Рийккола происходит от русского имени Григорий.
По постановлению общего собрания рабочих и служащих подсобного хозяйства треста Хлебопечения зимой 1948 года деревня Рийккола вначале получила наименование Низменная, а вскоре после этого — Замостье. Переименование закреплено указом Президиума ВС РСФСР от 13 января 1949 года.

## История
- Деревня Рийккола на финской карте 1923 года

До 1939 года деревня Рийккола входила в состав волости Рауту Выборгской губернии Финляндской республики.
С января 1940 года — в составе Малакского сельсовета Раутовского района Ленинградской области.
С 1 июля 1941 года по 31 мая 1944 года финская оккупация.
С января 1945 года, в составе Сиркиянсаарского сельсовета Раутовского района.
С октября 1948 года, в составе Гражданского сельсовета Сосновского района.
С января 1949 года деревня стала учитываться, как деревня Замостье.
В 1954 году население деревни составляло 127 человек.
С октября 1956 года — в составе Запорожского сельсовета Сосновского района.
С декабря 1960 года — в составе Приозерского района.
С 1 февраля 1963 года — в составе Запорожского сельсовета Выборгского района.
С 1 января 1965 года — вновь в составе Запорожского сельсовета Приозерского района. В 1965 году население деревни составляло 38 человек.
По данным 1966, 1973 и 1990 годов деревня Замостье входила в состав Запорожского сельсовета.
В 1997 году в деревне Замостье Запорожской волости проживали 9 человек, в 2002 году — 21 человек (русские — 95 %).
В 2007 году в деревне Замостье Запорожского СП проживали 6 человек, в 2010 году — 12 человек.

## География
Деревня расположена в юго-восточной части района на автодороге 41К-017 (Пески — Подгорье).
Расстояние до административного центра поселения — 12 км.
Расстояние до ближайшей железнодорожной станции Сосново — 12 км.
Деревня находится на левом берегу реки Тихая.

## Демография
| 2007 | 2010 | 2017 |
| ---- | ---- | ---- |
| 6    | ↗12  | ↘7   |

## Достопримечательности
- Памятник Ларин Параске на православном кладбище смежной, исчезнувшей деревни Палкеала.

## Улицы
Дачный переулок, Тихая.